# Ora Washington
Ora Mae Washington (Caroline County, 23 gennaio 1898 – Filadelfia, 28 maggio 1971) è stata una cestista e tennista statunitense.
Dal 2018 è fra i membri del Naismith Memorial Basketball Hall of Fame.

## Carriera
Fra le pioniere dello sport afroamericano, iniziò a giocare a 25 anni in una fase storica in cui la segregazione razziale impediva ai neri di poter competere contro i giocatori bianchi. Vinse il titolo nazionale della American Tennis Association consecutivamente dal 1929 al 1936, e continuò a giocare a tennis fino agli anni quaranta.
Iniziò contemporaneamente a giocare a pallacanestro, militando nelle Germantown Hornets e poi, dal 1932, nelle Philadelphia Tribunes. Ha vinto complessivamente 201 trofei fra tennis e pallacanestro.